# Planking
Le planking (de l'anglais, « faire la planche ») est une activité qui consiste à adopter une attitude aussi raide qu'une planche (d'où son nom) dans des endroits publics et à se faire photographier. La photo est ensuite diffusée par Internet via des réseaux sociaux. Les « plankeurs » rivalisent pour trouver l'endroit le plus insolite et original.

## Histoire
Le planking est censé avoir été inventé par Gary Clarkson et Christian Langdon en 1997.
Il est d’abord devenu populaire dans le nord-est de l'Angleterre, puis dans toute la Grande-Bretagne en été 2009.

## Variante
Il existe une variante française nommée « à plat ventre » créée en 2004 par deux artistes, Alexis Clairet et Stenkat. Les règles sont les mêmes qu'avec la planking mais les bras et les jambes doivent être écartés, pour simuler une chute sur le sol.

## Dans l'actualité
En septembre 2009, sept infirmières et médecins travaillant au Great Western Hospital de Swindon en Angleterre sont suspendus de leurs fonctions pour avoir joué à ce jeu sur leur lieu de travail.
En 2011, la première mort imputée au planking est recensée en Australie : un jeune de 20 ans meurt en tombant d'un balcon en faisant la planche sur le rebord.

## Galerie photographique

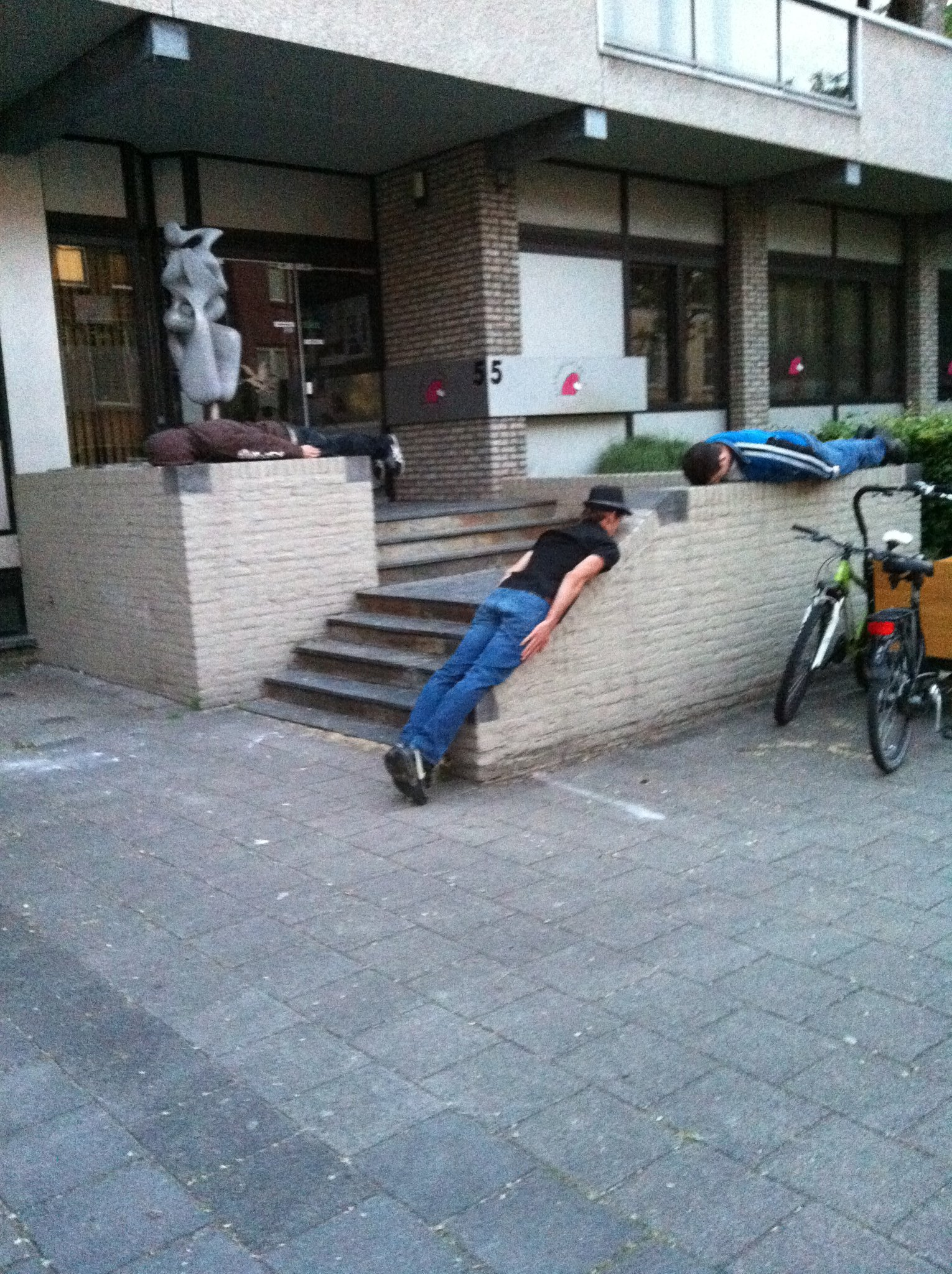
Planking sur un escalier
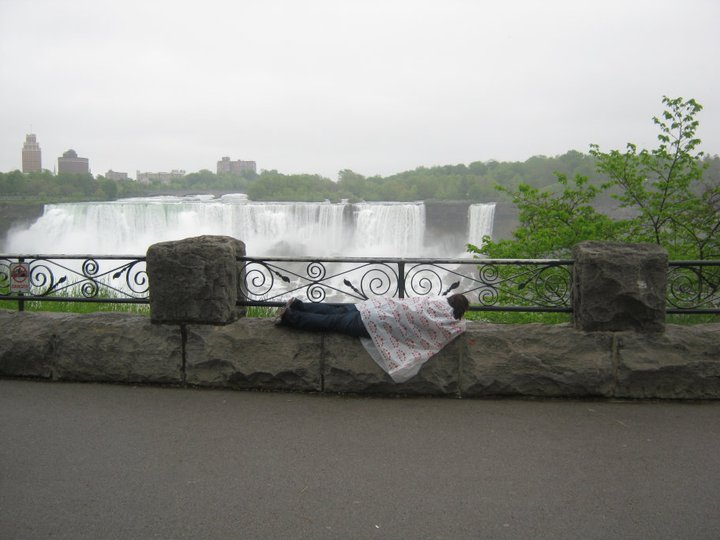
Devant les chutes du Niagara, Ontario, Canada
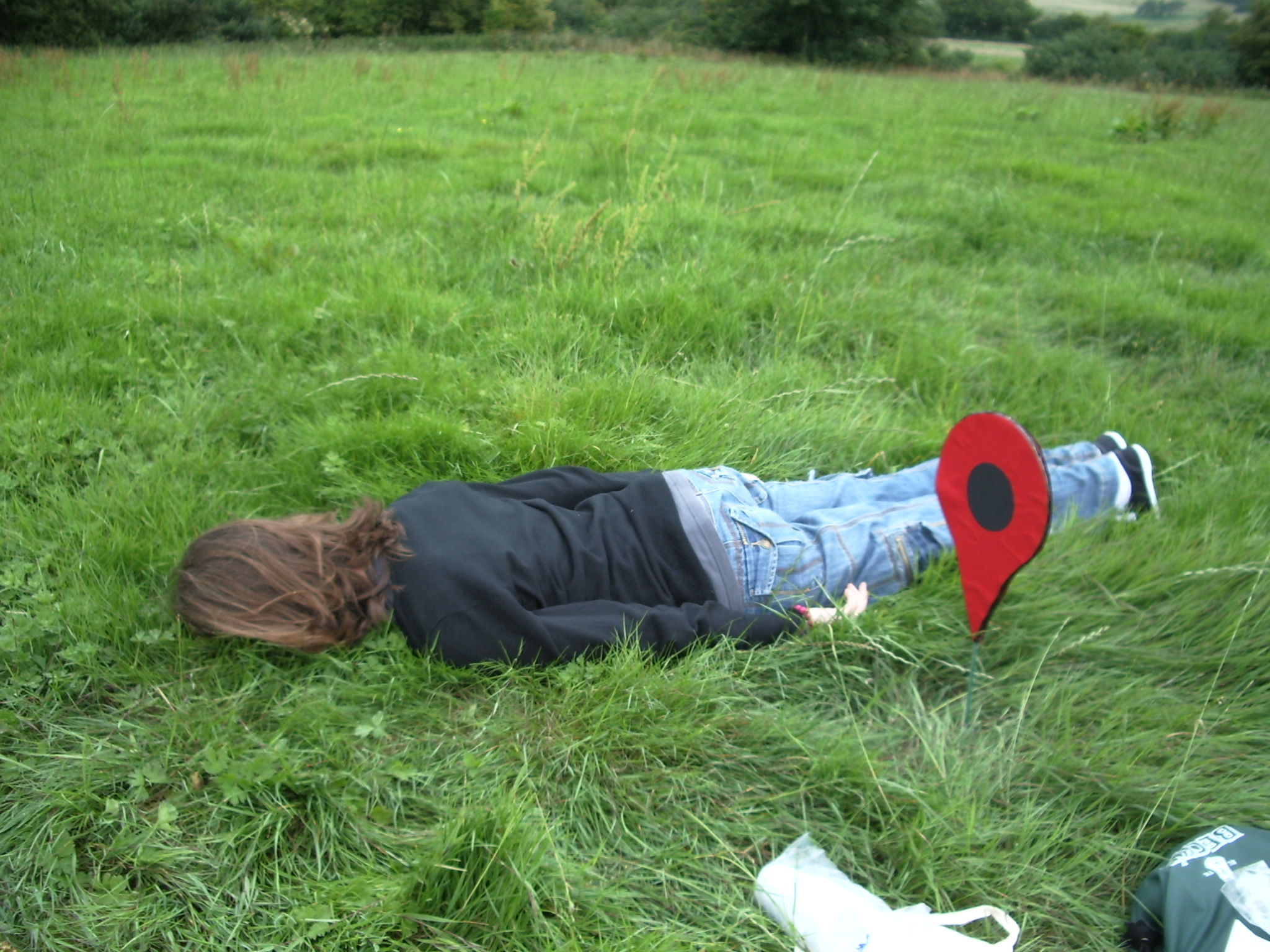
Dans un parc, à proximité d'une balise géographique